# Metz Handball
Maillots
Actualités
Dernière mise à jour : 29 juillet 2025.
Le Metz Handball est un club de handball français, fondé en 1965 et basé à Metz, en Lorraine. Il évolue en Ligue Butagaz Énergie, la première division française de handball.
Il est principalement connu pour sa section féminine qui domine le handball féminin français depuis les années 1990, avec 27 titres de champion de France de 1re division. Le club s'installe au sommet de la hiérarchie nationale avec un premier titre lors de la saison 1989-1990. À la fin des années 1990 et au début des années 2000, sa rivalité avec le club de Besançon est un sommet du handball féminin national. L'équipe alimente depuis plusieurs années une grande partie de l'équipe de France, avec des joueuses majeures comme Isabelle Wendling, Leila Lejeune, Nodjialem Myaro, Nina Kanto, Amandine Leynaud, Allison Pineau, Méline Nocandy, Grâce Zaadi, Laura Glauser ou encore Katty Piejos.
La section masculine, plus récente, était un club à part, le Stade messin étudiants club (SMEC), qui a été fermé puis intégré au Metz Handball en 2009.

## Historique
Le club est fondé en 1965 sous le nom d'ASPTT Metz. En 2002, le club est rebaptisé Handball Metz Métropole, puis Handball Metz Moselle Lorraine en 2005 et enfin Metz Handball en 2009.

### 1965-1988: création du club et progression régulière
La section féminine de handball à l'ASPTT Metz est créé en 1968 et en 1976 le club accède à la Nationale 2. En 1984, pour la première fois, le club monte en Nationale 1B (2e division), dont il gagne le titre en 1986, lui permettant d'accéder à la première division.
Olivier Krumbholz renonce alors à seulement 28 ans à sa carrière de joueur au SMEC Metz pour devenir l'entraîneur de l'équipe féminine de l'ASPTT Metz. Pour cette première saison dans l'élite en 1986-1987, il conduit le club messin à la quatrième place en Championnat et à la finale de la Coupe de France.

### 1989-1995: installation au sommet de la hiérarchie nationale
En 1989, couronnement de la progression des années précédentes, l'ASPTT Metz remporte son premier titre national, suivi d'un deuxième l'année suivante. L'équipe est alors bâtie autour des internationales françaises Chantal Philippe et Corinne Zvunka-Krumbholz ainsi que la star yougoslave Zita Galić. En 1991 et 1992, l'équipe doit se contenter de la deuxième place derrière l'USM Gagny. Entre 1993 et 1995, l'équipe remporte à nouveau trois titres de champions de France, qui installent définitivement le club comme un club majeur sur le plan national. Cette période voit également l'éclosion d'Isabelle Wendling et Leila Duchemann, futures piliers de l'équipe messine et de l'équipe de France dans les années 1990-2000.

### 1996-2003: rivalité Metz-Besançon
Entre 1996 et 2003, l'ASPTT Metz et l'ES Besançon monopolisent les deux premières places du championnat et se partagent les titres : 5 pour Metz (1996, 1997, 1999, 2000 et 2002) et 3 pour Besançon (1998, 2001 et 2003). La rivalité entre les deux clubs, qui regroupent la plupart des joueuses internationales françaises, rythme la vie du handball féminin en France. Les grands noms de l'équipe de cette époque sont les internationales françaises Leila Lejeune, Isabelle Wendling, Stéphanie Ludwig, Nodjialem Myaro et Sonia Cendier, vice-championnes du monde 1999 et championnes du monde 2003, la franco-hongroise Mélinda Jacques-Szabo, également championne du monde 2003, et la gardienne internationale tchèque Lenka Černá.

### 2004-2009: hégémonie nationale et difficultés financières
De 2004 à 2009, le club de Metz domine quasiment sans partage la scène nationale, avec 6 titres de champions de France consécutifs et 5 coupes de la Ligue, sous la houlette des entraîneurs Bertrand François (2003-2006) et Sandor Rac (2006-2009). Durant cette période, ses principaux rivaux en France sont l'ES Besançon, rival historique, dauphin en 2004 et 2005, et Le Havre AC, dauphin de 2006 à 2009. Tout au long de ces années, le club s'appuie notamment sur de nombreuses internationales françaises, comme Isabelle Wendling, Nina Kanto, Amandine Leynaud, Delphine Guehl, Estelle Vogein ou encore Katty Piejos.
Sur le plan européen, le club ne parvient cependant pas à concrétiser sa domination nationale. Son meilleur résultat reste à cette époque deux demi-finales de Coupe d'Europe des vainqueurs de coupe en 1999 et 2004.
En proie à des difficultés financières au printemps 2005, l’équipe féminine est rétrogradée administrativement en division 2 par les instances fédérales pour la saison 2005-2006. Une souscription lancée notamment par la joueuse internationale Isabelle Wendling ainsi que le soutien des collectivités locales ont permis de casser le premier jugement : Metz est finalement maintenu en division 1 pour la saison 2005-2006 que les Messines finissent par remporter. En 2009, le club remporte le 16e titre de son histoire, le 6e consécutif.

### 2009-2010: doublé en coupes nationales
La saison 2009-2010 voit le club réaliser le doublé en remportant les deux coupes nationales, coupe de la Ligue en avril et coupe de France en juin. Les messines sont cependant dépossédées du titre de championnes de France, dont elles étaient les tenantes depuis 2004, par Toulon Saint-Cyr qui remporte son premier titre national. La gardienne de Metz, Amandine Leynaud, est néanmoins élue meilleure joueuse du championnat de France.
La saison est également marquée par l'« affaire Prokop », largement médiatisée. Lors du match de coupe d'Europe opposant Hypo Niederösterreich à Metz, Gunnar Prokop, entraîneur du club autrichien, pénètre sur le terrain lors des dernières secondes du match pour bousculer une joueuse messine et interrompre une contre-attaque potentiellement décisive alors que le score était de parité. Ce comportement anti-sportif grave, rarissime à ce niveau de compétition, lui vaudra une lourde sanction par l'EHF, finalement largement réduite en appel. Si le point du match nul obtenu par Hypo Niederösterreich a été retiré pour cause de ce geste antisportif, Metz ne marque qu'un point sur ce match et se retrouve troisième à un point du club autrichien qui se qualifie pour le tour suivant tandis que Metz est reversé en Coupe des coupes. Les Messines y font un bon parcours puisqu'elles atteignent les demi-finales de la compétition. Lors du match aller à Podgorica, Bertrand François est agressé à 40 secondes de la fin du match par un supporter du Buducnost Podgorica, mais cela n'empêchera pas le club monténégrin d'éliminer Metz à l'issue du match retour.
La fin de cette saison voit la retraite sportive de deux joueuses historiques, Delphine Guehl et Isabelle Wendling, respectivement 15 et 21 saisons au club et de nombreux titres remportés.

### 2010-2011: reconquête du titre
Pour cette saison, le jeune entraîneur Sébastien Gardillou prend les rênes de l'équipe. En 2011, le Metz Handball gagne la coupe de la Ligue pour la septième fois consécutive et renoue avec le succès en championnat national. À l'intersaison, plusieurs joueuses viennent renforcer l'équipe, comme la double championne du monde russe Ekaterina Andriouchina, la jeune pivot néerlandaise Yvette Broch et l'internationale française Marion Limal,. À l'inverse, Cléopâtre Darleux et Kristina Franić quittent le club.

### 2011-2012: tour principal en Ligue des champions mais saison blanche finalement
Au début de la saison, le club de Metz fait parler de lui en équipant ses joueuses de jupes en remplacement du short traditionnel, sous l'impulsion de son président Thierry Weizman,. Le 12 novembre 2011, Metz Handball devient le premier club français féminin à accéder au tour principal de la Ligue des champions féminine de l'EHF (2 poules de 4 clubs). En janvier 2012, la demi-centre Kristina Liščević rejoint le Metz-Handball, en tant que joker médical à la suite de la blessure d'Allison Pineau, blessée au genou lors du championnat du monde 2011. La fin de saison est difficile pour le club, qui ne remporte finalement aucun titre pour la première fois depuis la saison 2000-2001. Cet échec coûte sa place à l'entraîneur du club, Sébastien Gardillou, remplacé par Sandor Rac. À la fin de la saison, quatre internationales françaises quittent également le club (Amandine Leynaud, Claudine Mendy, Allison Pineau et Marion Limal) qui se reconstruit en misant sur de jeunes joueuses comme Marie Prudhomme ou Lara González Ortega. Le club parvient également à faire signer l'ailière internationale Paule Baudouin.

### 2012-2013: première finale européenne et doublé en France
Lors de la saison 2012-2013, les messines atteignent la finale de la Coupe de l'EHF, en éliminant notamment les russes du HC Astrakhanochka en quart et les roumaines du HC Zalău en demi-finales. Il s'agit là de la première finale européenne de l'équipe. Après avoir remporté le match aller à l'extérieur de cinq buts, elles s'inclinent finalement de six buts au match retour aux Arènes, laissant échapper le titre européen au profit des danoises d'Holstebro. Dans la foulée, Metz, première de la saison régulière, affronte CJF Fleury Loiret Handball en finale du championnat de France. Pour cette confrontation, à l'inverse, l'équipe parvient à remonter cinq buts de retard concédés lors du match aller pour s'imposer 27-21 et remporter le titre de champion de France. Enfin, en clôture de la saison, le Metz Handball réalise le doublé en remportant la coupe de France 2013, 37 à 29, face au Cercle Dijon Bourgogne Handball. Pour cette saison, l'équipe est notamment menée par l'internationale française Paule Baudouin, arrivée en début de saison, meilleure buteuse et élue meilleure ailière gauche du championnat, et par la serbe Kristina Liščević, élue meilleure demi-centre et meilleure joueuse du championnat de France en 2013. En cette fin de saison, l'ailière droite Katty Piejos quitte le club après 9 années passées à Metz, 7 titres de champions, deux victoires en coupe de France et 7 coupes de la Ligue, pour rejoindre Fleury. Elle est remplacée par la jeune ailière droite de Nîmes, Chloé Bulleux. La gardienne internationale tchèque Barbora Ranikova rejoint également le club pour la saison suivante.

### 2013-2014: champion de France et victoire en coupe de la Ligue
Pour son retour en Ligue des Champions, le Metz Handball ne passe pas la phase de groupes. Terminant 3e de sa poule avec un bilan équilibré de 3 victoires et 3 défaites, il est reversé en Coupe des Coupes. En championnat, emmenée notamment par Grâce Zaadi (41 buts en 9 matchs) et Paule Baudouin (37 buts en 7 matchs), l'équipe boucle la phase aller sur un sans-faute, avec 9 victoires en 9 matches. Durant le championnat du monde qui se déroule en 2013 en Serbie, l'équipe de Metz est largement représentée avec 9 internationales (Paule Baudouin, Nina Kanto et Grâce Zaadi pour la France, Yvette Broch et Jurswailly Luciano pour les Pays-Bas, Lara González Ortega pour l'Espagne, Kristina Liščević et Svetlana Ognjenović pour la Serbie, Barbora Ranikova pour la République tchèque). Les deux joueuses serbes, Kristina Liščević et Svetlana Ognjenović, décrochent par ailleurs le titre de vice-championnes du monde. En janvier 2014, le club recrute la slovène Ana Gros pour pallier le départ de l'arrière ukrainienne Anastasiya Pidpalova. L'équipe connait un début d'année difficile avec sa première défaite en championnat et des éliminations rapides en coupe de France et en coupe d'Europe des vainqueurs de coupe. Les messines se reprennent en remportant leur 8e coupe de la Ligue, à domicile, contre Fleury (25-20), en s'appuyant notamment sur Gervaise Pierson (18 arrêts) et Kristina Liščević (7 buts). En tête à l'issue de la saison régulière, le club conserve son titre de champion de France en battant en finale Issy Paris Hand pour le dernier match de son entraineur, Sandor Rac, dont le départ pour Le Havre AC Handball avait été annoncé au mois de mars. La saison suivante, le club sera entrainé par Jérémy Roussel, ancien entraineur du PAUC, club masculin de D1. Juste avant les play-off, le club avait enregistré le retour de l'internationale française Claudine Mendy. Barbora Ranikova et Marie Prudhomme quittent le club en fin de saison.

### 2014-2015: une coupe de France pour les 50 ans du club
La saison 2014-2015 est considérée comme une saison de transition par le nouvel entraîneur, Jérémy Roussel, qui ne recrute pas et souhaite permettre aux jeunes joueuses issues du centre de formation d'intégrer l'équipe première,. Dès la première journée, les jeunes Laura Flippes, Déborah Kpodar et Tamara Horacek participent activement à la victoire face à Issy Paris. Avec cette équipe rajeunie, le Metz Handball se qualifie pour le tour principal de la Ligue des Champions, notamment grâce à deux victoires face aux roumaines de Baia Mare. En championnat, après dix journées, Metz Handball pointe à la 3e place, avant la trêve internationale due au Championnat d'Europe 2014. Lors de cette compétition, avec neuf joueuses sélectionnées, le Metz Handball est le club français le plus représenté. L'Espagnole Lara González Ortega y remporte la médaille d'argent en atteignant la finale. À la reprise, pour compenser la blessure de Tamara Horacek, le club accueille l'internationale croate Sonja Bašić. Durant l'hiver, après avoir perdu son titre en coupe de la Ligue, Metz échoue aux portes des quarts de finale à l'issue du tour principal de la Ligue des Champions. En avril, le club remporte néanmoins sa septième coupe de France, aux tirs au but face au HBC Nîmes (24-24, 4 tirs au but à 2). Cette victoire intervient deux jours avant l'anniversaire des cinquante ans du club. En championnat, le club est éliminé sur le fil en demi-finale par Issy Paris (33-27 et 21-27) et finit finalement à la troisième place. À l'issue de la saison, l'effectif est largement remanié avec les départs de joueuses cadres comme Gervaise Pierson, Yvette Broch, Lara González Ortega, Kristina Liščević ou encore Sonja Bašić et Claudine Mendy,.

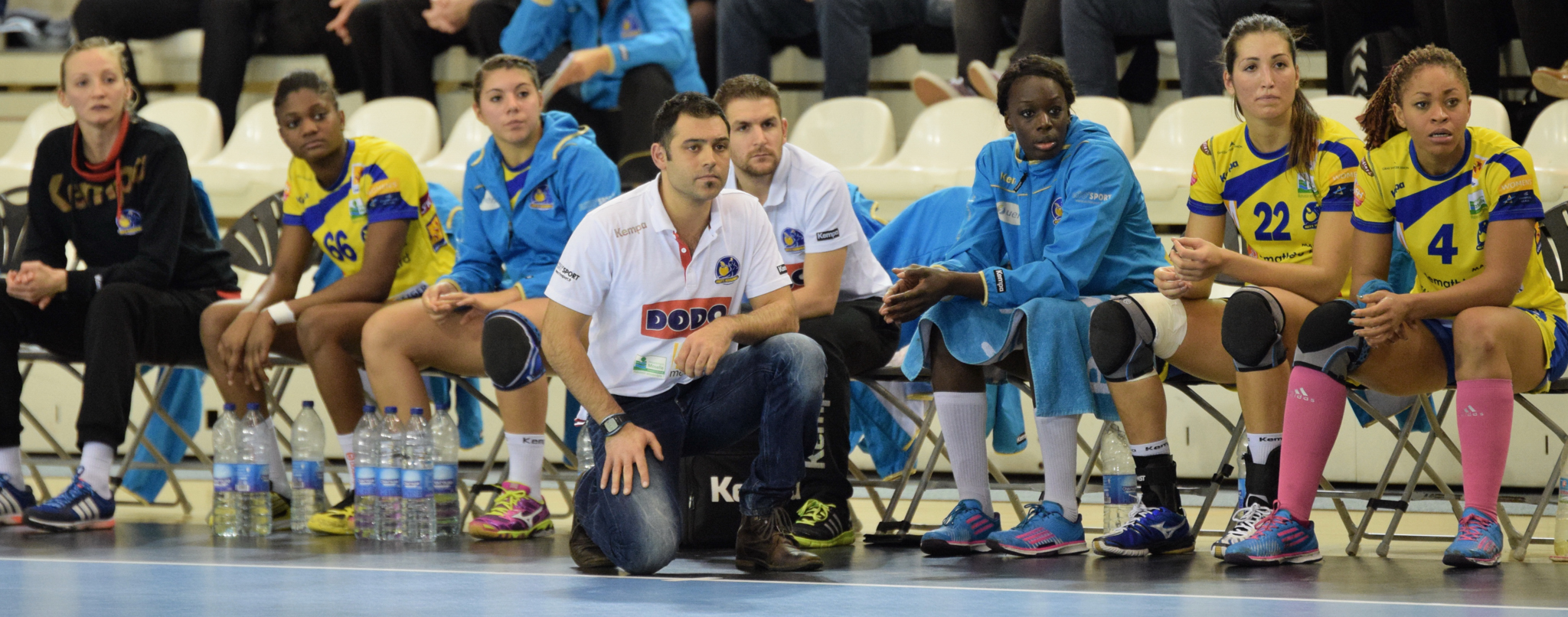
Le banc de touche messin lors d'un match en novembre 2014.

### 2015-2017: en reconquête avec un groupe remanié

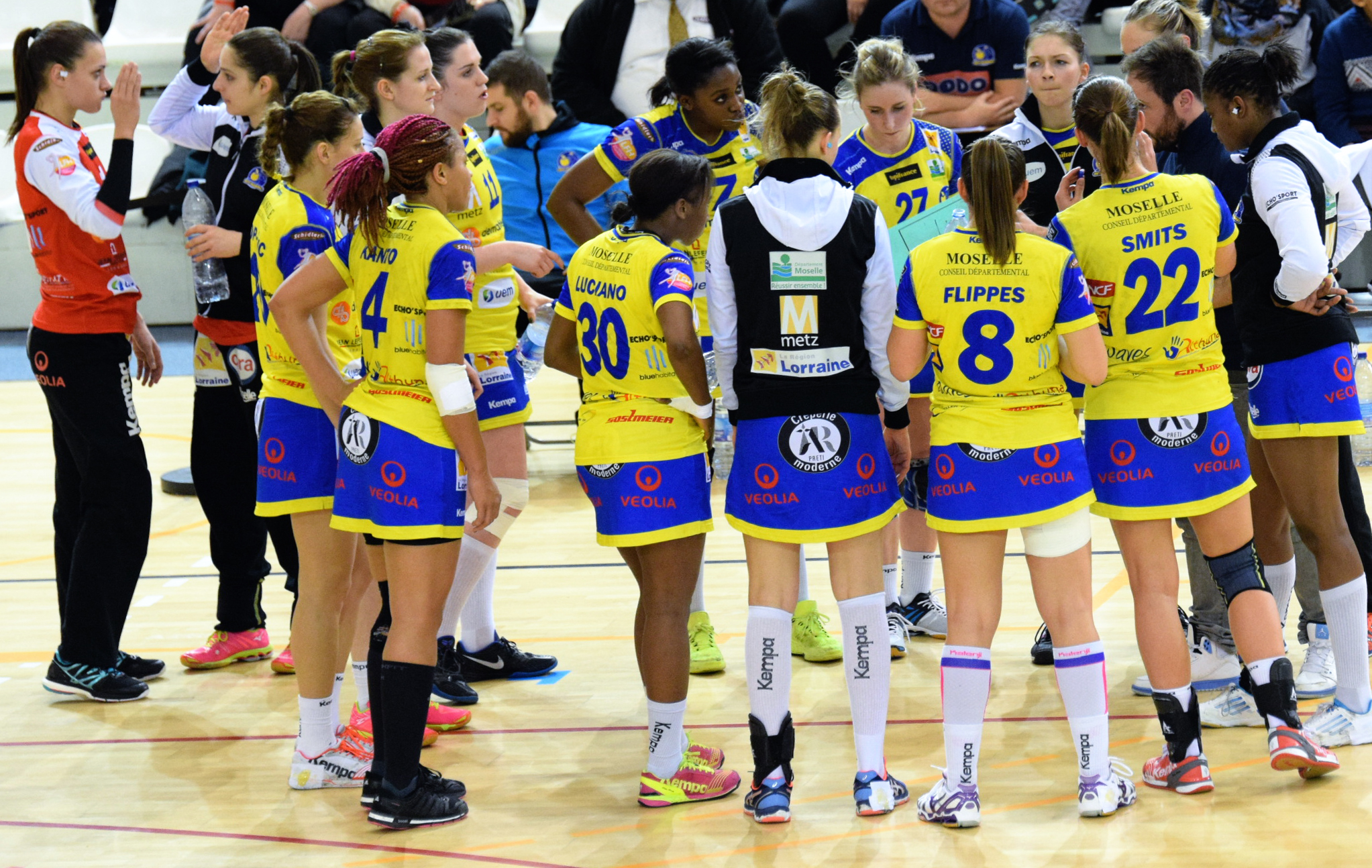
L'équipe lors d'un temps mort en janvier 2016.

Pour la nouvelle saison, le club se présente avec un effectif largement renouvelé. Autour d'un noyau d'anciennes constitué des internationales françaises Nina Kanto, Grâce Zaadi et Laura Glauser, de l'ailière Jurswailly Luciano et de l'arrière Ana Gros, le club voit arriver les arrières internationales Alice Lévêque et Xenia Smits, la gardienne Marina Rajčić, les ailières Marion Maubon et Camille Aoustin et la pivot Slađana Pop-Lazić, pour tenter de remporter le 20e titre de champion de son histoire,. Au cours de l'automne, Paule Baudouin, très peu utilisée par Jérémy Roussel, trouve un accord avec le club pour résilier son contrat et quitte également Metz.
Après un bon début de saison, marqué notamment par une victoire probante à domicile conte le champion sortant, Fleury Loiret, l'équipe occupe la deuxième place avant la trêve. Le club accepte à ce moment la demande de départ de l'entraîneur, Jérémy Roussel, qui souhaite rejoindre l'équipe masculine de Chartres. Il est remplacé par Emmanuel Mayonnade, libre après le dépôt de bilan de l'Union Bègles-Bordeaux-Mios Biganos à l'automne 2015, qui signe un contrat de 18 mois. Dès la fin de sa première saison à la tête de l'équipe, il permet au club de remporter un 20e titre de champion de France. L'emblématique capitaine du club, Nina Kanto, prend sa retraite sportive après cette dernière victoire et un 11e titre personnel de championne.

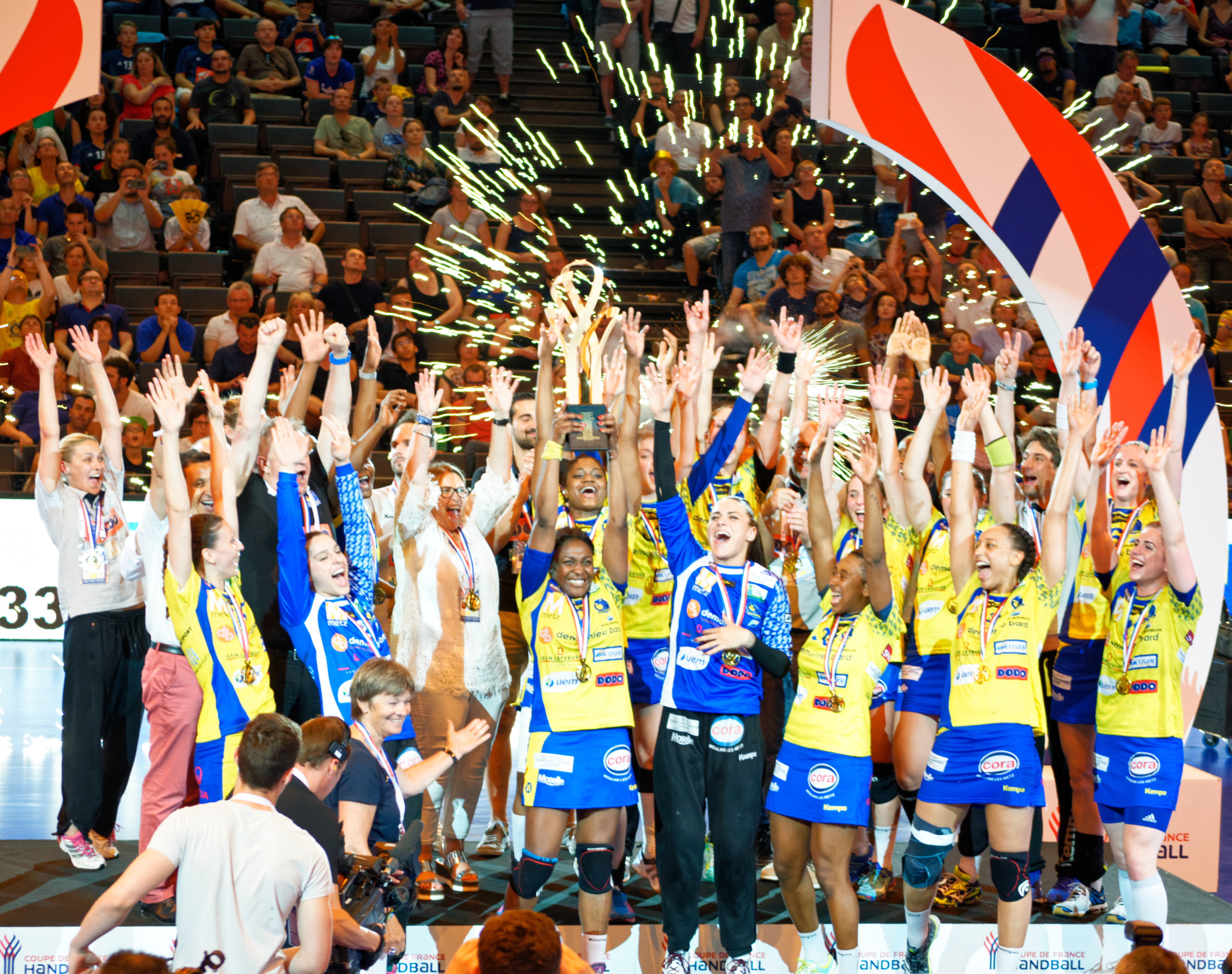
Metz, vainqueur de la Coupe de France 2016-17.

Avec un effectif stable (départ d'Alice Lévêque et remplacement de Nina Kanto par Béatrice Edwige, Metz réalise une saison 2016-2017 particulièrement réussie. Avec une seule défaite compteur en championnat, Metz conserve son titre de champion de France après une double victoire en finale face à Brest et remporte également la coupe de France face à Issy Paris. Sur la scène européenne, le club se qualifie pour les quarts-de-finale, où il rencontre le club hongrois de Győri ETO KC, double vainqueur de la compétition en 2013 et 2014, et encore finaliste l'année précédente. Au match aller, dans sa salle des Arènes, Metz réalise un petit exploit en battant le club hongrois 32-31, préservant ses chances avant le match retour, notamment grâce à un grand match d'Ana Gros (10 buts). Ce but d'avance est malheureusement insuffisant pour atteindre les demi-finales, Metz s'inclinant par 28 buts à 22 en Hongrie. Metz est éliminé après une campagne européenne qui l'aura vu battre trois des quatre équipes qualifiées pour le Final Four.

### Depuis 2017: progression au niveau continental, Brest nouveau rival en France
Dans la foulée de sa belle saison 2016-2017, Metz Handball ne révolutionne pas son effectif et ambitionne de continuer à progresser en misant sur la stabilité et l'intégration des jeunes du centre de formation, comme Méline Nocandy et Orlane Kanor. L'équipe accueille néanmoins deux internationales françaises, Manon Houette au poste d'ailière gauche, et Laurisa Landre au poste de pivot, venue compenser le départ de Slađana Pop-Lazić vers Brest.
En Ligue des champions, Metz remporte cinq victoires en six matches au premier tour. Lors du tour principal, Metz Handball remporte notamment une victoire de prestige face au Vardar Skopje (24-22), et s'assure la deuxième place du groupe, poursuivant sa progression depuis la saison précédente et se qualifiant pour les quarts-de-finale face au CSM Bucarest.
En championnat, Metz Handball reste invaincu et réalise un parcours quasi sans faute avec seul un match nul concédé sur le parquet d'Issy Paris.
Toujours en course au début du mois d'avril dans les trois compétitions dans lesquelles il est engagé, Metz Handball aborde une semaine décisive avec des déplacements successifs à Brest en demi-finale de coupe de France et à Bucarest, en quart de finale de Ligue des champions. À Brest, dans un match très accroché, Metz s'incline au cours d'une séance des tirs au but (23-22), concédant sa première défaite en France de la saison. Trois jours plus tard, Metz s'incline lourdement (34-21) contre le CSM Bucarest en quart de finale aller de la Ligue des champions, sans parvenir à remonter son retard au match retour malgré une victoire 27 buts à 20. Le club s'arrête pour la deuxième saison consécutive en quarts-de-finale de la plus prestigieuse des compétitions européennes.
En finale du championnat, Metz retrouve Brest, son principal rival sur la scène nationale. Le club s'impose de quatre buts (29-25) à Brest avant de s'incliner de deux buts à domicile (24-26), conservant ainsi son titre de champion de France, le 22e de l'histoire du club. Saison après saison, Brest s'affirme néanmoins comme un adversaire de plus en plus présent face aux Lorraines, signe d'une rivalité qui s'installe dans le paysage du handball français depuis le retour de Brest dans l'élite en 2016,.
En 2019 elles atteignent le final four de la ligue des champions, une première pour un club français .
En finale du championnat, Metz retrouve Nice. Le club s'impose de douze buts (33-21) à Nice et remporte la victoire de cinq buts à domicile (33-28), conservant ainsi son titre de champion de France, le 23e de l'histoire du club et le quatrième consécutif.
2022, l’année de la reconquête. Après une saison blanche en 2021, Metz Handball réalise la plus belle saison de son histoire. Le club remporte un 24e titre de Champion de France, une 10e Coupe de France, s’illustre en Ligue Butagaz Energie avec un parcours sans faute : 26 victoires en 26 matchs. Pour la seconde fois de son histoire, les Messines participeront au Final Four de la Ligue des Champions et remporteront leur première médaille européenne en finissant troisième.

### Historique du logo

Logo jusqu'en 2014
Logo actuel

## Effectifs

### Équipe féminine 2025-2026
- Effectif amateur qui évoluera probablement dans le groupe professionnel
  - 04  Blandine Gros (ALD)
  - 07  Nélya Goval (ALG)
  - 14  Yvana Antangana (ARG)
  - 25  Eléa Ferdilus (P)

## Résultats sportifs

### Palmarès
| Compétitions internationales | Championnats nationaux | Coupes nationales |
| - Ligue des champions (C1) : - 3e place en 2022 - 4e place en 2019, 2024 et 2025 - Coupe des vainqueurs de Coupe (C2) : - demi-finaliste en 1999, 2004, 2010 et 2011 - Coupe de l'EHF (C3) : - finaliste en 2013 | - Division 1 : 27 - champion en 1989, 1990, 1993, 1994, 1995, 1996, 1997, 1999, 2000, 2002, 2004, 2005, 2006, 2007, 2008, 2009, 2011, 2013, 2014, 2016, 2017, 2018, 2019, 2022, 2023, 2024 et 2025 - 1er ex æquo : 2020 - vice-champion en 1991, 1992, 1998, 2001, 2003, 2012 et 2021 - Division 2 : 1 - champion en 1986 | - Coupe de France : 13 - vainqueur en 1990, 1994, 1998, 1999, 2010, 2013, 2015, 2017, 2019, 2022, 2023, 2024 et 2025 - finaliste en 1987, 1992, 1993, 2001, 2005 et 2009 - Coupe de la Ligue : 8 - vainqueur en 2005, 2006, 2007, 2008, 2009, 2010, 2011 et 2014 - finaliste en 2004 |

### Récompenses individuelles
| Championnat de France | Coupes d'Europe |
| - Meilleure joueuse de LFH (7) - Leynaud (2009, 2010), Liščević (2013), Smits (2019), de Paula (2023), Valentini (2024), Darleux (2025) - Meilleur entraîneur de LFH (10) - Rac (2013, 2009), Mayonnade (2016, 2017, 2018, 2019, 2022, 2023, 2024, 2025) - Meilleure demi-centre de LFH (7) - Liščević (2013), Zaadi (2018, 2019, 2020), Jørgensen (2023, 2024), Vámos (2025) - Meilleure pivot de LFH (8) - Kanto (2009), Broch (2015), Pop-Lazić (2016, 2017), Edwige (2019), N'Gouan (2020), Bouktit (2024, 2025) - Meilleure gardienne de LFH (9) - Leynaud (2008, 2009, 2010, 2011), Glauser (2016, 2017), Sako (2023, 2024), Darleux (2025) - Meilleure arrière gauche de LFH (6) - Lejeune (2001), Kysučanová (2009), Smits (2017, 2018, 2019), de Paula (2023) - Meilleure arrière droite de LFH (9) - Horaček (2006), Ayglon (2010), Gros (2015, 2016, 2017, 2018), Burgaard (2023, 2024), Flippes (2025) - Meilleure défenseuse de LFH (4) - Kanto (2012, 2014), Edwige (2019), N'Gouan (2020) - Meilleure ailière gauche de LFH (2) - Valentini (2023, 2024) - Meilleure ailière droite de LFH (7) - Piejos (2009, 2010, 2011), Luciano (2017), Flippes (2019), Granier (2024, 2025) - Meilleur espoir de LFH (2) - Smits (2016), Nocandy (2019) - Meilleure buteuse de LFH (3) - Baudouin (2013), Gros (2016, 2018) - Plus beau but de LFH - Trophée UPSKILL (1) - Granier (2025) - Joueuse du mois de LFH (21) - Pierson (avril 2013, mars 2014), Glauser (novembre 2014, octobre 2015), Gros (février 2016, février 2017, mars 2017, février 2018), Rajčić (octobre 2017), Zaadi (novembre 2017), Smits (octobre 2018), de Paula (septembre 2022), Depuiset (octobre 2022, janvier 2023, mai 2024), Jørgensen (février 2023), Sako (mars 2023), Bouktit (septembre 2023, mars 2024, octobre 2024), Granier (février 2025) | - Meilleur entraîneur de la Ligue des champions - Mayonnade (2018-2019, 2019-2020) - Meilleure arrière droite de la Ligue des champions - Gros (2017-2018) - Meilleure ailière gauche de la Ligue des champions - Houette (2018-2019), Valentini (2023-2024, 2024-2025) - Meilleure pivot de la Ligue des champions - Bouktit (2023-2024) - Meilleure espoir de la Ligue des champions - Liščević (2012-2013) |

### Bilan saison par saison
| Saison    | Championnat | Championnat                     | Championnat                     | Championnat                     | Coupes nationales     | Coupes nationales  | Coupes d'Europe | Coupes d'Europe                     | Entraîneur                                                |
| Saison    | Niveau      | Clas.                           | Vic-Nul-Déf                     | Playoffs/Finale                 | France                | Ligue              | Coupe           | Résultat                            | Entraîneur                                                |
| 1985-1986 | 2           | ? (poule 1)                     | ? (poule 1)                     | Champion                        | ?                     | pas de compétition | non qualifié    | non qualifié                        | Fred Willi                                                |
| 1986-1987 | 1           | 4e                              | 4e                              | 4e                              | finaliste             | pas de compétition | non qualifié    | non qualifié                        | Olivier Krumbholz                                         |
| 1987-1988 | 1           | 4e                              | 4e                              | 4e                              | pas de compétition    | pas de compétition | non qualifié    | non qualifié                        | Olivier Krumbholz                                         |
| 1988-1989 | 1           | Champion                        | Champion                        | Champion                        | pas de compétition    | pas de compétition | non qualifié    | non qualifié                        | Olivier Krumbholz                                         |
| 1989-1990 | 1           | Champion                        | Champion                        | Champion                        | Vainqueur             | pas de compétition | C1              | 1/8                                 | Olivier Krumbholz                                         |
| 1990-1991 | 1           | 2e                              | 2e                              | 2e                              | pas de compétition    | pas de compétition | C1              | 1/4                                 | Olivier Krumbholz                                         |
| 1991-1992 | 1           | 2e                              | 2e                              | 2e                              | finaliste             | pas de compétition | C2              | 1/4                                 | Olivier Krumbholz                                         |
| 1992-1993 | 1           | Champion                        | Champion                        | Champion                        | finaliste             | pas de compétition | C2              | 1/8                                 | Olivier Krumbholz                                         |
| 1993-1994 | 1           | Champion                        | Champion                        | Champion                        | Vainqueur             | pas de compétition | C1              | 1/16                                | Olivier Krumbholz                                         |
| 1994-1995 | 1           | Champion                        | Champion                        | Champion                        | pas de compétition    | pas de compétition | C1              | 1/8                                 | Olivier Krumbholz                                         |
| 1995-1996 | 1           | Champion                        | Champion                        | Champion                        | pas de compétition    | pas de compétition | C1              | 1/8                                 | Joël Monasso                                              |
| 1996-1997 | 1           | Champion                        | Champion                        | Champion                        | pas de compétition    | pas de compétition | C1              | Phase de groupes                    | Bertrand François                                         |
| 1997-1998 | 1           | 2e                              | 2e                              | 2e                              | Vainqueur             | pas de compétition | C1              | Phase de groupes                    | Bertrand François                                         |
| 1998-1999 | 1           | 1er                             | 17 - 0 - 1                      | Champion                        | Vainqueur             | pas de compétition | C2              | demi-finale                         | Bertrand François                                         |
| 1999-2000 | 1           | 1er                             | ???                             | Champion                        | pas de compétition    | pas de compétition | C1              | phase de groupes                    | Bertrand François                                         |
| 2000-2001 | 1           | 2e                              | 19 - 1 - 2                      | Pas de playoffs                 | finaliste             | pas de compétition | C1              | deuxième tour                       | Pascal Jacques                                            |
| 2001-2002 | 1           | Champion                        | 21 - 0 - 1                      | Pas de playoffs                 | quart de finale       | pas de compétition | C2              | quart de finale                     | Bertrand François                                         |
| 2002-2003 | 1           | 2e                              | 18 - 1 - 3                      | Pas de playoffs                 | demi-finale           | quart de finale    | C1              | phase de groupes                    | Bertrand François                                         |
| 2003-2004 | 1           | Champion                        | 22 - 0 - 0                      | Pas de playoffs                 | pas de compétition    | finaliste          | C2              | demi-finale                         | Patrick Passemard Bertrand François                       |
| 2004-2005 | 1           | Champion                        | 21 - 0 - 1                      | Pas de playoffs                 | finaliste             | Vainqueur          | C1 C3           | deuxième tour quart de finale       | Bertrand François                                         |
| 2005-2006 | 1           | Champion                        | 17 - 1 - 4                      | Pas de playoffs                 | demi-finale           | Vainqueur          | C1 C3           | deuxième tour quart de finale       | Bertrand François                                         |
| 2006-2007 | 1           | Champion                        | 16 - 3 - 3                      | Pas de playoffs                 | demi-finale           | Vainqueur          | C1 C3           | deuxième tour huitième de finale    | Sandor Rac                                                |
| 2007-2008 | 1           | Champion                        | 19 - 1 - 2                      | Pas de playoffs                 | pas de compétition    | Vainqueur          | C1 C3           | deuxième tour quart de finale       | Sandor Rac                                                |
| 2008-2009 | 1           | Champion                        | 17 - 1 - 2                      | Pas de playoffs                 | finaliste             | Vainqueur          | C1 C2           | phase de groupes quart de finale    | Sandor Rac                                                |
| 2009-2010 | 1           | 1er                             | 16 - 1 - 1                      | 3e                              | Vainqueur             | Vainqueur          | C1              | phase de groupes                    | Bertrand François (Dragan Majstorovic de mai à juin 2010) |
| 2009-2010 | 1           | 1er                             | 16 - 1 - 1                      | 3e                              | Vainqueur             | Vainqueur          | C2              | demi-finale                         | Bertrand François (Dragan Majstorovic de mai à juin 2010) |
| 2010-2011 | 1           | Champion                        | 17 - 1 - 2                      | Pas de playoffs                 | quart de finale       | Vainqueur          | C2              | demi-finale                         | Sébastien Gardillou                                       |
| 2011-2012 | 1           | 2e                              | 14 - 0 - 4                      | 3e                              | demi-finale           | quart de finale    | C1              | tour principal                      | Sébastien Gardillou                                       |
| 2012-2013 | 1           | 1er                             | 16 - 1 - 1                      | Champion                        | Vainqueur             | quart de finale    | C3              | finaliste                           | Sandor Rac                                                |
| 2013-2014 | 1           | 1er                             | 16 - 1 - 1                      | Champion                        | quart de finale       | Vainqueur          | C1 C3           | phase de groupes huitième de finale | Sandor Rac                                                |
| 2014-2015 | 1           | 3e                              | 12 - 2 - 4                      | 3e                              | Vainqueur             | demi-finale        | C1              | tour principal                      | Jérémy Roussel                                            |
| 2015-2016 | 1           | 1er                             | 15 - 1 - 2                      | Champion                        | demi-finale           | demi-finale        | C2              | 3e tour                             | Roussel puis Mayonnade                                    |
| 2016-2017 | 1           | 1er                             | 18 - 1 - 1                      | Champion                        | Vainqueur             | pas de compétition | C1              | quart de finale                     | Emmanuel Mayonnade                                        |
| 2017-2018 | 1           | 1er                             | 21 - 0 - 1                      | Champion                        | demi-finale           | pas de compétition | C1              | quart de finale                     | Emmanuel Mayonnade                                        |
| 2018-2019 | 1           | 1er                             | 20 - 1 - 1                      | Champion                        | Vainqueur             | pas de compétition | C1              | 4e place                            | Emmanuel Mayonnade                                        |
| 2019-2020 | 1           | championnat arrêté, 1er ex-æquo | championnat arrêté, 1er ex-æquo | championnat arrêté, 1er ex-æquo | arrêtée en 1/2 finale | pas de compétition | C1              | arrêtée en 1/4 finale               | Emmanuel Mayonnade                                        |
| 2020-2021 | 1           | 1er                             | 19 - 0 - 3                      | finaliste                       | demi-finale           | pas de compétition | C1              | quart de finale                     | Emmanuel Mayonnade                                        |
| 2021-2022 | 1           | 1er                             | 26 - 0 - 0                      | Champion                        | Vainqueur             | pas de compétition | C1              | 3e place                            | Emmanuel Mayonnade                                        |
| 2022-2023 | 1           | Champion                        | 24 - 0 - 0                      | Pas de playoffs                 | Vainqueur             | pas de compétition | C1              | quart de finale                     | Emmanuel Mayonnade                                        |
| 2023-2024 | 1           | Champion                        | 25 - 0 - 1                      | Pas de playoffs                 | Vainqueur             | pas de compétition | C1              | 4e place                            | Emmanuel Mayonnade                                        |
| 2024-2025 | 1           | Champion                        | 26 - 0 - 0                      | Pas de playoffs                 | Vainqueur             | pas de compétition | C1              | 4e place                            | Emmanuel Mayonnade                                        |
| 2025-2026 | 1           | ?                               | xx - x - x                      | Pas de playoffs                 | ?                     | pas de compétition | C1              | ?                                   | Emmanuel Mayonnade                                        |

## Personnalités historiques du club

### Joueuses
Pour les 50 ans du club, en avril 2015, le Metz Handball honore les joueuses les plus emblématiques de son histoire :
- meilleure joueuse et prix spécial du public : Isabelle Wendling (1989-2010)
- meilleure gardienne[83] : Lenka Černá  (1995-2001 et 2003-2005) ; autres nominations : Jocelyne Baillot (?-1993) et Irina Popova / (1990-1999)
- meilleure demi-centre : Ekaterina Andriouchina  (2011-2015) ; autres nominations : Klaudija Bubalo  (1999-2003) et Isabelle Becker (?-?)
- meilleure arrière gauche : Nodjialem Myaro (1995-2002) ; autres nominations : Leila Lejeune (1994-2002) et Sophie Remiatte (1989-1996)
- meilleure arrière droite : Zita Galić / (1989-1995) ; autres nominations : Mélinda Jacques-Szabo / (1998-2004) et Vesna Horaček  (2004-2010)
- meilleure pivot : Corinne Krumbholz (1982-1994 et 1995-1997) ; autres nominations : Nina Kanto (2001-2016) et Isabelle Wendling (1989-2010)
- meilleure ailière gauche : Svetlana Ognjenović  (2008-2014) ; autres nominations : Paule Baudouin (2012-2015) et Delphine Guehl (1993-2002 et 2004-2010)
- meilleure ailière droite : Estelle Vogein (1993-2006) ; autres nominations : Nathalie Selambarom (1994-2004) et Katty Piejos (2004-2013)
- meilleure défenseur : Nina Kanto (2001-2016) ; autres nominations : Corinne Krumbholz (1982-1994 et 1995-1997) et Chantal Philippe (1984?-1990?)

Parmi les autres joueuses du club, on trouve :
- Danièle Aubertin
- Camille Ayglon  (2008-2010)
- Dominique Bec  (?-1989)
- Yvette Broch  (2011-2015)
- Sonia Cendier  (2001-2007)
- Tanja Dajcman  (2002-2004)
- Cléopâtre Darleux  (2009-2011 et 2024-2025)
- Véronique Démonière  (1999-2002)
- Véronique Desailly  (-1998)
- Fabienne Djitli  (1989-1998)
- Béatrice Edwige  (2016-2019)
- Andrea Farkas  (2000-2002)
- Zsófi Szemerey  (2024-2025)
- Hélène François  (2002-2010)
- Lara González Ortega  (2012-2015)
- Ana Gros  (2014-2018)
- Alexandra Hector  (1991-1996)
- Tamara Horacek  (2013-2017 et 2021-2023)
- Sophie Hugard  (1988-1995)
- Lenka Kysučanová  (2006-2010)
- Amandine Leynaud  (2004-2012)
- Kristina Liščević  (2012-2015)
- Justina Lopes Praça  (2000-2003)
- Stéphanie Ludwig  (1998-2002 et 2003-2004)
- Claudine Mendy  (2010-2012 et 2014-2015)
- Stéphanie Moreau  (1991-1998)
- Wendy Obein  (2001-2004)
- Svetlana Obucina  (2002-2004)
- Allison Pineau  (2009-2012 et 2024-2025)
- Slađana Pop-Lazić  (2015-2017)
- Pavla Poznarová  (2006-2009)
- Linda Pradel  (2004-2008)
- Marie Prudhomme  (2011-2014)
- Marina Rajčić  (2015-2018)
- Sophie Remiatte  (1989-1996)
- Florence Sauval  (1992-1994)
- Brigitte Smith
- Maakan Tounkara  (1999-2002)
- Christine Vanparys  (2004-2006 et 2007-2008)
- Bruna de Paula  (2021-2023)
- Louise Burgaard  (2019-2024)
- Hatadou Sako  (2020-2024)
- Camille Depuiset  (2022-2025)
- Djazz Chambertin  (2023-2025)
- Emma Jacques  (2016-2025)
- Kristina Jørgensen  (2022-2024)
- Anne Mette Hansen  (2023-2025)
- Xenia Smits  (2015-2020 et 2025-2026?)
- Alina Grijseels  (2023-2024)

Pour les 60 ans du club, un grand gala a été organisé le mardi 11 mars 2025 rassemblant du beau monde autour de l’institution jaune et bleu. Figures historiques du club, représentants nationaux, joueuses emblématiques, partenaires, sympathisants, presse, tous étaient réunis pour célébrer la constante évolution du handball messin qui, bien que précurseur de la discipline et aujourd’hui porte-drapeau de la pratique féminine à l’échelle européenne, aurait pu disparaître tragiquement en 2005.
La soirée a été l’occasion de dévoiler un maillot collector et un livre évènement « Metz Handball, 60 histoires d’un club de légende » (écrit par Laura Maurice).
Enfin, une exposition gratuite a pris place au musée de la Cour d’Or du 12 mars au 26 mai 2025. On y retrouvait trophées, maillots et goodies de légende.

### Entraîneurs
La liste des entraineurs depuis 1980 sont :
- Claude Guillois : de 1980 à 1985
- Alfred (Fred) Willi : de 1985 à 1986[3]
- Olivier Krumbholz : de 1986 à 1995
- Joël Monasso : de 1995 à 1996
- Bertrand François : de 1996 à 2003
- Patrick Passemard : d'août à décembre 2003
- Bertrand François (2) : de janvier 2004 à 2006
- Sandor Rac : de 2006 à 2009
- Bertrand François (3) : de 2009 à 2010
- Dragan Majstorovic : de mai à juin 2010 (intérim)[85]
- Sébastien Gardillou : de 2010 à 2012
- Sandor Rac : de 2012 à 2014
- Jérémy Roussel : de 2014 à novembre 2015
- Emmanuel Mayonnade : depuis décembre 2015

Pour les 50 ans du club, en avril 2015, le Metz Handball honore les personnalités emblématiques de son histoire et notamment Olivier Krumbholz, nommé meilleur entraîneur.

## Culture populaire

### Supporters
Fortes d’une histoire riche en émotions et d’un caractère attachant, les Dragonnes de Metz ont su fédérer autour d’elles un public fidèle et passionné. Au fil du temps, leurs plus fervents supporters se sont même regroupés au sein de différentes associations ayant toutes pour objectif de soutenir les Messines dans la joie, la bonne humeur et le respect de l’adversaire. L'association « Handiablées » a été le premier groupe de supporters à soutenir le Metz Handball à domicile et en déplacement.
Un second club de supporters, « les Fans M'essaim », a été créé en juin 2004.
Un troisième club de supporters, « Le Kop Mur Jaune Messin », aussi appelé « KOP MJM » voit le jour en 2022. Ce groupe de supporters passionné par Metz Handball est surnommé le « Mur Jaune », ces fans se distinguent par sa ferveur, sa loyauté et son soutien inconditionnel envers les dragonnes.

### Hymne
L’hymne officiel des Dragonnes a été réalisé en collaboration avec le lorrain Philippe Krier, membre de Backstage Rodeo et finaliste de la Nouvelle Star 2013. Cet hymne s’intitule "Quelque chose de Metz Handball" et s’inspire évidemment du morceau "Quelque chose en nous" de Tennessee de Johnny Hallyday.

### Affluence
| Saison      | 2016-17 | 2017-18 | 2018-19 | 2019-20 | 2020-21  | 2021-22 | 2022-23 | 2023-24 | 2024-25 |
| Affluence   | 4 190   | 4 304   | 4 268   | 4 036   | Covid-19 | 3 121   | 3 575   | 4 117   | 3 896   |
| Remplissage | 93,1 %  | 95,6%   | 94,8%   | 89,7%   | Covid-19 | 69,4%   | 79,4%   | 91,5%   | 86,6%   |

### Relations avec les médias
Depuis peu, les matchs à domicile sont diffusés en direct par la chaîne de télévision locale Moselle TV. Les replays des matchs sont disponibles sur leur site internet.
La chaîne propose aussi une émission hebdomadaire nommée « Dragonnes Mag », faisant intervenir les membres du club pour debriefer des résultats de la semaine et des informations gravitant autour du club.
Deux quotidiens couvrent l'actualité de la région et, par là, du club : Le Républicain lorrain et Let's Go Metz.